# 対外情報アカデミー
対外情報アカデミー（ロシア語: Академия внешней разведки）は、情報将校を養成する為のロシア対外情報庁の教育機関（士官学校）。
前身は、1938年に設置された内務人民委員部の特別任務学校である。ソ連時代は、ソビエト連邦国家保安委員会（KGB）赤旗大学と称された。ユーリ・アンドロポフの死後は、彼の名前が冠された。

## 歴史
| 年     | 月日     | 事跡                                  |
| ------ | -------- | ------------------------------------- |
| 1938年 | -        | NKVD特別任務学校設立                  |
| 1943年 | -        | 国家保安人民委員部第1局情報学校に改称 |
| 1948年 | 9月      | 高等情報学校（第101学校）に改称       |
| 1967年 | 12月19日 | 赤旗勲章授与                          |
| 1968年 |          | KGB赤旗大学に改称                     |
| 1984年 | -        | ユーリ･アンドロポフの名前が冠される。 |
| 1994年 | -        | 対外情報アカデミーに改称              |

## 主な出身者
- ウラジーミル・プーチン：ロシア連邦第二代大統領
- セルゲイ・イワノフ
- マルクス・ヴォルフ：東ドイツ、シュタージ長官

## ギャラリー

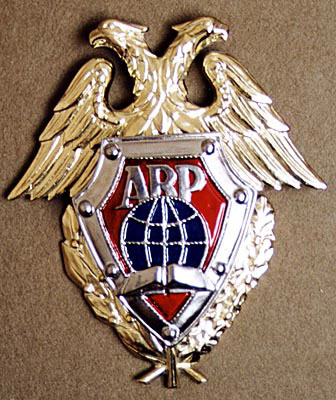
紋章
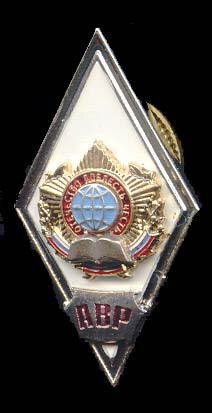
バッジ